# Crotalaria
Crotalaria is een geslacht uit de vlinderbloemenfamilie.